# Stepan Voskan
Stepan Voskan (arménien : Ստեփան Ոսկան), né en 1825 et mort en 1901 à Smyrne, est un écrivain, homme de presse, traducteur et enseignant arménien.
Auteur de poèmes, de nouvelles, de pamphlets, d'articles, responsable de la publication de plusieurs périodiques, progressiste et démocrate, partisan du positivisme et de l'esprit des Lumières, il est considéré comme l'un des précurseurs du mouvement de libération nationale arménien.

## Biographie

### Jeunesse et débuts (1825-1846)
Stepan Voskan naît Stepan Voskanian en 1825 à Izmir. Il fait ses études à l'école Mesrobian qui se situe dans sa ville natale.

### À Paris (1846-1852)
En 1846, il s'installe à Paris et étudie au collège Sainte-Barbe, à la Sorbonne et au Collège de France, assistant aux cours d'Auguste Comte, de Jules Michelet, d'Edgar Quinet ou encore de Jules Simon. Il écrit quelques articles dans les périodiques Le National et La Réforme.
Il participe à la révolution française de 1848 et est parmi les premiers à pénétrer dans le Palais des Tuileries.
Il est arrêté pour sa participation à la Journée du 13 juin 1849 et passe deux mois en prison.

### Expulsé de France vers l'Empire ottoman (1852-1855)
En 1852, il est expulsé de France et se rend à Constantinople puis à Smyrne.
En 1852-1854, il correspond avec des auteurs de ces deux villes, et publie sous pseudonyme deux pamphlets s'opposant à la congrégation des pères mekhitaristes alors en conflit avec l’Église apostolique arménienne.

### Retour à Paris (1855-1860)
En 1855, il revient à Paris, et publie les revues Arevelk (1855-1856) puis Arevmoudk (1859-1865), dans lesquelles il veut « diffuser les idées de progrès économique et social, les idéaux de liberté que lui inspirent les luttes politiques en France et le mouvement de l'unité italienne ». Selon lui, avant que le peuple arménien puisse s'émanciper, il doit d'abord être éduqué et se débarrasser de la tutelle de ses dirigeants décadents, en particulier du clergé. Dans ces périodiques, il publie des articles d'histoire, d'ethnographie, d'art, d'agronomie, politiques, sociaux, économiques, etc.. Ces revues sont aussi littéraires car on y trouve des traductions en arménien de certaines des œuvres de Lamennais, Rousseau, Gérard de Nerval, Florian, Lachambeaudie, Corneille, La Fontaine, Chateaubriand, Prévost, Ronsard, Eugène Sue, Dumas fils, Locke, Mickiewicz, Béranger, etc.,.
Alors qu'il se trouve à Paris, Stepan Voskan fait la connaissance de Michael Nalbandian, auteur arménien de Russie, lui aussi partisan des idées des Lumières et du mouvement national arménien. Il publie certains de ses articles dans Arevmoudk.

### Entre Turin et Paris (1860-1865)
En 1860, Stepan Voskan se trouve à Turin, où il est rédacteur du journal francophone L'Italie. Là, il rencontre Cavour et devient le professeur de français de son fils jusqu'à la mort du chef d’État fin 1861.
Il retourne à Paris et y relance Arevmoudk en 1865 pour une brève durée.

### Retour à Smyrne (1866-1901)
Il rentre ensuite à Smyrne en 1866, où il est enseignant de français, publiciste et traducteur. Il y est nommé directeur des écoles Mesrobian et Hripsimiants,.
En 1867, il lance un journal en français, La Réforme (1867-1901),, qu'il publie pendant 34 ans jusqu'à sa mort. En 1898, dans une lettre adressée à l'écrivain Ruben Vorverian, il raconte ne pas avoir écrit en arménien depuis la fin d'Arevmoudk et de s'être au départ tourné vers le français pour gagner sa croûte.
Vraisemblablement à la fin des années 1890, il écrit aussi pour d'autres périodiques comme Archalouïs Araradian (Արշալույս Արարատյան) ou Météora (Մետեորա).
Il meurt en 1901 à Smyrne.

## Publications
- (hy) Ներքին համոզումն [« Conviction intérieure »], Constantinople, Impr. Noyan Aghavnvoy,‎ 1853, 34 p. (lire en ligne )
- (hy) Անձնանուէր հայրենասիրի ուրումն բան առ Մխիթարեան ուխտն ի դիմաց լուսաւորչական Հայոց, Constantinople, Impr. Hovannou Muhendissian,‎ 1853, 32 p. (lire en ligne )
- (hy) Հռոմէական պարգեւ [« Un cadeau de Rome »], Smyrne, Impr. Yeghparts Dédéyan,‎ 1854, 36 p. (lire en ligne )
- (hy) Հայ դիւցազնուհի մը [« Une héroïne arménienne »], Marseille, Impr. M. Portoukalian,‎ 1885, 30 p. (lire en ligne )